# Пятницкая башня (Сергиев Посад)
Пя́тницкая башня — угловая башня крепостной стены Троице-Сергиевой лавры, памятник древнерусской архитектуры. Название получила по расположенной неподалёку церкви Параскевы Пятницы.
Построена около 1640 г. русскими мастерами на месте прежней башни, разрушенной в «осадное время».
Несмотря на крепостной характер сооружения, восьмерик башни богато украшен лопатками, полуколонками и профильными тягами, а её бойницы и амбразуры обведены наличниками. Выше восьмигранника — ярус машикулей и простые прямоугольные зубцы. В башне 6 ярусов; нижний, подземный, использовался в старину как пороховая камера, потому башню иногда называли Пороховой.
Перекрытия (как сводчатые, так и деревянные) опираются на восьмигранный каменный столб, в котором, по легенде, при Иване Грозном казнили преступников. В XVII веке башня венчалась высоким деревянным шатром со смотровой вышкой.
Во второй половине XVIII века шатёр заменили барочным куполом с фонарём. При митрополите Платоне стены башни стали красить в красный цвет, а украшения — в белый.
В 1920 г. вместо утраченного при пожаре купола архитектором Д. П. Суховым была устроена новая пологая кровля, так как не удалось найти в необходимом количестве материалы, необходимые для устройства шатра. При реставрации лавры в 1960-х гг. шатёр восстановлен не был, а башню вновь побелили. В 2017 г. заново устроен купол.
Высота башни до верха зубцов — 22 м.